# عصب شوكي
الأعصاب الشوكية أو الأعصاب النخاعية أو الأعصاب الفقارية (بالإنجليزية: Spinal nerves) هي الأعصاب الناشئة من النخاع الشوكي على عكس الأعصاب القحفية التي تنشأ من الدماغ. وتعتبر الأعصاب الشوكية جزء من الجهاز العصبي المحيطي. يحوي جسم الإنسان على 31 زوج من الأعصاب الشوكية، حيث يخرج كل عصب شوكي من بين فقرتين في العمود الفقري.

## البنية
يعد كل عصب شوكي عصبًا مختلطًا، ويتشكل من اجتماع الألياف العصبية لجذوره الظهرية والبطنية. يمثل الجذر الظهري الجذر الحسي الوارد وينقل المعلومات الحسية إلى الدماغ. يمثل الجذر البطني الجذر الحركي الصادر وينقل المعلومات الحركية من الدماغ. ينشأ العصب الشوكي من العمود الشوكي عبر فتحة (ثقبة بين فقرية) بين الفقرات المتجاورة. ينطبق ذلك على كل الأعصاب الشوكية عدا زوج الأعصاب الشوكية الأول (الزوج الرقبي الأول) الذي يخرج بين العظم القذالي والأطلس (الفقرة الأولى). بالتالي، تُرقم الأعصاب الرقبية وفق الفقرة التي تحتها عدا العصب الرقبي الثامن الذي يقع تحت الفقرة الرقبية السابعة وفوق الفقرة الصدرية الأولى. تُرقم الأعصاب الصدرية والقطنية والعجزية حسب الفقرة الواقعة أعلاها. في حال تقطّن الفقرة العجزية الأولى (التي تُدعى الفقرة القطنية السادسة) أو تعجّز الفقرة القطنية الخامسة، يبقى ترقيم الفقرات حتى القطنية الخامسة وتُدعى الفقرة التالية بالعجزية الأولى.
ينقسم العصب خارج العمود الفقري إلى فروع. يحوي الفرع الظهراني الأعصاب المسؤولة عن القسم الخلفي من الجذع والتي تنقل المعلومات الحشوية الحركية والجسمية الحركية والحسية من جلد وعضلات الظهر وإليهما (الظهرانية). يحوي الفرع البطني الأعصاب المسؤولة عن الأجزاء الأمامية الباقية من الجذع والطرفين العلويين والسفليين (البطنية) والتي تنقل المعلومات الحركية الحشوية والحركية الجسمية والحسية من سطح الجسم البطني الوحشي وبنى جدار الجسم والأطراف وإليها. تتشكل الفروع السحائية (الأعصاب السحائية الراجعة أو الجيبية الفقرية) من العصب الشوكي وتعاود الدخول في الثقبة بين الفقرية لتعصب الأربطة والأم الجافية والأوعية الدموية والأقراص بين الفقرية والمفاصل الوجهية وسمحاق الفقرات. يحوي الفرع الواصل الأعصاب الذاتية المسؤولة عن الوظائف الحشوية والتي تنقل المعلومات الحشوية الحركية والحسية من الأعضاء الحشوية وإليها.
تجتمع بعض الفروع الأمامية مع الفروع المجاورة لتشكل ضفيرة عصبية، وهي شبكة من الأعصاب المترابطة والمتصلة. تحوي الأعصاب الناشئة من الضفيرة على ألياف من عدة أعصاب شوكية، وتصل معًا إلى الموقع المطلوب. تشمل الضفائر الكبرى الضفيرة الرقبية والعضدية والقطنية والعجزية.

## الأعصاب الناحية

### الأعصاب العنقية
الأعصاب العنقية هي الأعصاب الشوكية الخارجة من الفقرات العنقية في الشدفة العنقية من الحبل الشوكي. يوجد لدى الإنسان سبع فقرات عنقية، ولكنه يتمتع بثماني أعصاب عنقية. تنشأ الأعصاب العنقية من الأول إلى الثامن أعلى الفقرة الموافقة، في حين ينشأ العصب العنقي الثامن أسفل الفقرة العنقية السابعة. تنشأ الأعصاب في ما تبقى من النخاع الشوكي أسفل الفقرة الموافقة بالرقم.
يشمل التوزّع الخلفي كل من العصب تحت القذالي «العنقي الأول» والعصب القذالي الأكبر «العنقي الثاني» والعصب القذالي الثالث «العنقي الثالث». يشمل التوزع الأمامي الضفيرة العنقية «العنقي الأول حتى الرابع» والضفيرة العضدية «العنقي الخامس حتى الصدري الأول».
تعصّب الأعصاب العنقية العضلات القصية اللامية والقصية الدرقية والكتفية اللامية.
تتشكل عروة عصبية تدعى العروة الرقبية وتمثل جزءًا من الضفيرة العنقية.

### الأعصاب الصدرية
تعرف الأعصاب الصدرية بأنها 12 عصبًا شوكيًا ينشأ من الفقرات الصدرية. يخرج كل عصب صدري من الأول حتى الثاني عشر من أسفل الفقرة الصدرية الموافقة. تغادر فروع من النخاع الشوكي وتذهب مباشرة إلى العقد المجاورة للفقرات التابعة للجهاز العصبي الذاتي وتشارك في وظائف الأعضاء والغدد في الرأس والعنق والصدر والبطن.

#### التفرعات الأمامية
تتشكل الأعصاب بين الضلعية من الأعصاب الصدرية ص1- ص12، وتمر بين الأضلاع. تشكل عدة فروع أخرى العصب الوربي العضدي عند مستوى الفقرتين الصدريتين الثانية والثالثة. ينشأ العصب تحت الضلعي من العصب الصدري ص12، ويمر تحت الضلع الثانية عشرة.

#### التفرعات الخلفية
تمر الفروع الإنسية للفروع الخلفية من الأعصاب الصدرية الستة العليا بين العضلة الشوكية النصفية الظهرية والعضلة متعددة الفلوح، وتعصبهما ثم تخترق العضلتين المعينة وشبه المنحرفة، وتصل إلى الجلد إلى جانبي النواتئ الشوكية. يُدعى هذا الفرع الحساس بالفرع الجلدي الإنسي.
تتوزع الفروع الإنسية من الأعصاب الستة السفلى إلى العضلتين الطويلة الظهرية ومتعددة الفلوح بصورة رئيسية، وتعطي عادةً خيوطًا عصبية إلى الجلد القريب من الخط المتوسط. يُدعى هذا الفرع الحساس بالفرع الجلدي الخلفي.

### الأعصاب القطنية
الأعصاب القطنية هي خمسة أعصاب شوكية تنشأ من الفقرات القطنية. تُقسم إلى أقسام خلفية وأمامية.

#### الأقسام الخلفية
تمر الفروع الإنسية من الأقسام الخلفية للأعصاب القطنية بالقرب من النواتئ المفصلية للفقرات وتنتهي في العضلة متعددة الفلوح.
تعصب الفروع الوحشية العضلات الناصبة للفقار.
تعطي الأعصاب الثلاث العليا الفروع الجلدية التي تخترق سفاق العضلة الظهرية العريضة في الحدود الوحشية للعضلات الناصبة للفقار، وتنزل على امتداد القسم الخلفي من عرف الحرقفة إلى جلد الأرداف، وتمر بعض فروعها الانتهائية على مستوى المدور الكبير.

#### الأقسام الأمامية
يزداد حجم الأقسام الأمامية من الأعصاب القطنية (الفروع الأمامية) من الأعلى وباتجاه الأسفل. تتحد بالقرب من منشئها عبر الفروع الواصلة الرمادية من العقد القطنية للجذع الودي. تتكون هذه الفروع من تفرعات طويلة ورفيعة تترافق مع الشرايين القطنية حول جوانب الأجسام الفقرية تحت العضلة القطنية الكبيرة. يعد توضعها مختلفًا إلى حد ما، إذ قد تعطي عقدة واحدة فروعًا إلى عصبين قطنيين، أو قد يتلقى عصب قطني واحد فروعًا من عقدتين.
يرتبط العصبان الأول والثاني، وقد يُضاف إليهما العصب الثالث الرابع، كل على حدة مع القسم القطني من الجذع الودي عبر الفروع الواصلة البيضاء.
تعبر الفروع بصورة مائلة نحو الخارج خلف العضلة المربعة القطنية والعضلة القطنية الكبيرة، أو بين حزمها العضلية، وتزودها بخيوط عصبية.
تتصل الأعصاب الثلاث الأولى والقسم الأعظم من الرابع مع بعضهم البعض في هذا الموقع عبر عروات اتصال، وتشكل الضفيرة القطنية.
ينضم القسم الأصغر من العصب الرابع إلى العصب الخامس ليشكلا الجذع القطني العجزي، والذي يساعد في تكون الضفيرة العجزية. يسمى العصب الرابع بالعصب الأفرق الشويكي نظرًا لأنه يعطي تحت انقسامات بين الضفيرتين.

### الأعصاب العجزية
تضم الأعصاب العجزية خمسة أزواج من الأعصاب الشوكية تخرج من العجز في النهاية السفلى من العمود الفقري. تبدأ جذور هذه الأعصاب داخل العمود الفقري في مستوى الفقرة القطنية الأولى عند منشأ ذنب الفرس، وتنزل بعد ذلك نحو العجز.
يوجد خمسة أعصاب عجزية متصلة، يظهر نصفهم عبر العجز على الجانب الأيسر، والنصف الآخر على الجانب الأيمن. ينشأ كل عصب في قسمين، أولهما عبر الثقبة العجزية الأمامية والثاني عبر الثقبة العجزية الخلفية.
ينقسم العصب إلى فروع وتتحد الفروع الناشئة من أعصاب مختلفة مع بعضها، وقد تتحد بعضها مع الفروع العصبية القطنية أو العصعصية. تشكل هذه الاتصالات العصبية الضفيرتين العجزية والقطنية العجزية. تعطي فروع هاتين الضفيرتين الأعصاب التي تعصب القسم الأعظم من الورك والفخذ والساق والقدم.
تمتلك الأعصاب العجزية أليافًا صادرة وواردة، وتعد بالتالي مسؤولة عن قسم من الإدراك الحسي وحركات الأطراف السفلية من جسم الإنسان. ينشأ من الأعصاب العجزية الثاني والثالث والرابع العصب الفرجي والألياف نظيرة الودية التي يعصب جهدها الكهربائي الكولون النازل والمستقيم والشرج والمثانة والأعضاء التناسلية. تتمتع هذه السبل بألياف صادرة وواردة وتعد مسؤولة عن نقل المعلومات الحسية من هذه الأعضاء الحوضية إلى الجهاز العصبي المركزي (سي إن إس) ونقل النبضات الحركية من الجهاز العصبي المركزي إلى الحوض للتحكم في حركات أعضاء الحوض.

### الأعصاب العصعصية
يعد العصب العصعصي ثنائي الجانب الزوج الواحد والثلاثين من الأعصاب الشوكية. ينشأ من المخروط النخاعي ويساعد فرعه البطني في تشكيل الضفيرة العصعصية. لا ينقسم إلى فروع وحشية وإنسية. تتوزع أليافه إلى الجلد السطحي والخلفي للعظم العصعصي عبر العصب الشرجي العصعصي والضفيرة العصبية العصعصية.

## عدد الأعصاب الشوكية
يتم تصنيف الأعصاب الشوكية حسب جزء النخاع الشوكي التي تخرج منه:
- منطقة الرقبة: يخرج من هنا 8 أعصاب شوكية، ويرمز لها ب ر1 - ر8
- منطقة الصدر: يخرج منها في الجسم البشري 12 عصب شوكي، ويرمز لها ب ص1 - ص12
- منطقة القَطَن (ماتحت الصدر): يخرج منها في الجسم البشري 5 أعصاب شوكية، ويرمز لها ب ق1 - ق5
- منطقة العجُز (أسفل الظهر): يخرج منها في الجسم البشري أيضاً 5 أعصاب شوكية، ويرمز لها ب ع1 - ع5
- منطقة العصعص: يخرج منها في الجسم البشري عصب واحد، يرمز له ب CO1